# Rajmund Ziemski
Rajmund Romuald Ziemski (ur. 30 sierpnia 1930 w Radomiu, zm. 5 sierpnia 2005 w Warszawie) – polski malarz.

Rajmund Ziemski - Czerwony znak (1955) w Muzeum Lubuskim w Gorzowie Wlkp.

## Życiorys
W latach 1949–1955 studiował w Akademii Sztuk Pięknych w Warszawie, był uczniem Artura Nacht-Samborskiego, od 1958 prowadził na Akademii Sztuk Pięknych pracownię malarstwa. Debiutował podczas słynnej Ogólnopolskiej Wystawy Młodej Plastyki "Przeciw wojnie - przeciw faszyzmowi" w warszawskim Arsenale (1955). Pod koniec lat 50. związany był z Marianem Boguszem i Galerią "Krzywego Koła".
W 1979 otrzymał Nagrodę im. Jana Cybisa.
Przez wiele dalszych lat Ziemski uprawiał malarstwo w typie sztuki informel, co uczyniło zeń jednego z najbardziej konsekwentnych reprezentantów tego kierunku. Decydującą rolę w jego obrazach odgrywała barwa, którą operował z dużą swobodą. W latach 60. zafascynowała go sztuka kaligraficzna Dalekiego Wschodu, do której powrócił w latach 90. XX w..
W 2023 r. obrazy Ziemskiego zostały zaprezentowane obok dzieł współczesnych artystów w Galerii Prześwit w Warszawie, w ramach wystawy "Raj Ziemski".